# Joaquín Mazón
Joaquín Mazón Lacasa (Madrid, España, 24 de julio de 1976) es un director de cine y guionista español.

## Biografía
Comenzó su trayectoria en series de televisión como Manolito Gafotas, Cuestión de sexo o Doctor Mateo.
Una vez decidió dar el salto a la pantalla grande se ha puesto al frente de series de comedia tan exitosas como Con el culo al aire y Allí Abajo. En 2016 estrena su primer largometraje en salas, Cuerpo de Élite, logrando superar el millón de espectadores. Siguiendo la estela de éxito de la película, en 2018 llega su adaptación a serie de televisión, Cuerpo de Élite: la serie, que se convierte en una de las principales apuestas televisivas en prime time.

## Filmografía

### Cine
- 2016 Cuerpo de élite
- 2022 La vida padre
- 2023 De Perdidos a Río
- 2023 La Navidad en sus manos
- 2024 La familia Benetón
- 2025 El casoplón

### Televisión
- 2011 Doctor Mateo (4 episodios)
- 2012 - 2014 Con el culo al aire (16 episodios)
- 2015 Allí abajo (4 episodios)
- 2018 Cuerpo de élite (6 episodios)